# Първа македонска автобригада
Първа македонска автобригада или Автомобилна бригада на НОВ и ПОЮ за Македония е комунистическа партизанска единица във Вардарска Македония, участвала в така наречената Народоосвободителна войска на Македония.
Създадена е през ноември 1944 година. Състои се от 70 камиона и отговаря за снабдяването с оръжие, храна и муниции на всички партизански единици.